# نيكولاس جونز (مقدم تلفزيوني)
نيكولاس جونز (بالإنجليزية: Nicholas Jones)‏ هو صحفي وكاتب ومقدم تلفزيوني بريطاني، ولد في 1 أكتوبر 1942 في أبرغافني ‏ في المملكة المتحدة.